# Maria Theresia von Paradis
Pour les articles homonymes, voir Paradis (homonymie).
Maria Theresia Paradis (ou von Paradies), née le 15 mai 1759 à Vienne où elle est morte le 1er février 1824, est une pianiste, chanteuse et compositrice autrichienne.
Aveugle de naissance, Mozart a vraisemblablement écrit pour elle son dix-huitième concerto pour piano, K456 en si bémol majeur.

## Biographie

### Jeunesse
Elle était la fille de Joseph Anton Paradis, secrétaire impérial au Commerce et conseiller à la Cour de l'impératrice Marie-Thérèse et reçut les prénoms de cette souveraine, quoique celle-ci n'ait pas été sa marraine comme on l'a souvent cru. Elle commença à perdre progressivement la vue à partir de l'âge de 2 ans. De la fin de l'année 1776 jusqu'au milieu de 1777, elle fut traitée par le célèbre magnétiseur Anton Mesmer, qui  réussit à stabiliser provisoirement son état. Elle fut cependant privée de ses soins au bout de quelques mois en raison d'une part de la possibilité d'un scandale, et d'autre part du risque de perdre sa pension d'invalidité. La cécité s'installa définitivement après que la jeune patiente eût quitté Mesmer. Elle reçut une éducation musicale étendue de maîtres tels que Carl Friberth (théorie musicale et composition), Leopold Anton Kozeluch (piano), Vincenzo Righini (chant), Antonio Salieri (chant et composition) et l'abbé Vogler (théorie musicale et composition).

### Débuts d'interprète
Dès 1775, Maria Theresia von Paradis se produisait comme chanteuse et pianiste dans divers salons viennois et en concert. Elle commanda plusieurs œuvres pour son usage, notamment :
- un concerto pour orgue de Salieri en 1773 (auquel manque le deuxième mouvement) ;
- un concerto pour piano (probablement le n° 18, K.456) de Mozart en 1784 ;
- un concerto pour piano de Haydn (HXVIII: 4), qui fut peut-être créé à Paris en 1784, mais semble avoir été composé dans les années 1770, et dont le manuscrit original est aujourd'hui perdu.

À propos du concerto pour piano K.456, il convient de noter que, bien que considéré comme dédié à Maria Theresia von Paradis, des doutes persistent à ce sujet. Dans le livre de  Ruth Halliwell La famille Mozart : quatre vies dans un contexte social (The Mozart Family: Four Lives in a Social Context), on peut lire :
« On ignore de quel concerto il s'agissait. Leopold [dans une lettre de Vienne] le décrit simplement à Nannerl comme un « glorieux concerto » et dit qu'il a été écrit pour Maria Theresia von Paradis « pour Paris ». Sa description laisse entendre que ni lui, ni Nannerl ne le connaissaient déjà. S'il en est ainsi, ce doit avoir été un concerto postérieur au K.456, car celui-ci était déjà connu à Salzbourg à cette date. »
La jeune musicienne était douée d'une excellente mémoire et d'une oreille exceptionnellement précise. On a abondamment cité le fait qu'elle avait appris par cœur plus de 60 concertos, ainsi qu'un vaste répertoire d'œuvres pour solistes et de musique religieuse.

### Tournées européennes
La jeune femme ne reste pas confinée à Vienne. En 1783, elle entreprend une longue tournée vers Paris et Londres, en compagnie de sa mère et de son librettiste Johann Riedinger (d)  qui invente pour elle un tableau pour la composition. En août ils rendent visite aux Mozart à Salzbourg et sans doute y reçoivent-ils du père et du fils des conseils à propos de la vie à Paris. Le journal de Nannerl situe cependant cette rencontre au mois de septembre. La musicienne se produit à Francfort et dans d'autres villes allemandes, puis en Suisse. Elle arrive finalement à Paris en mars 1784. Elle y donne son premier concert en avril au Concert Spirituel et l'on soupçonne W. A. Mozart d'avoir envoyé une lettre de recommandation pour y faciliter ses débuts. Le compte rendu de ce premier concert dans le Journal de Paris fait observer qu'«  il faut l'avoir entendue pour se faire une idée du toucher, de la précision, de l'aisance et de la vivacité de son jeu. » Elle fait en tout 14 apparitions à Paris et obtient d'excellentes critiques et éloges. Elle aide aussi Valentin Haüy à fonder la première école pour aveugles, qui ouvre à Pari en 1785.
À la fin de 1784, elle se rend à Londres et joue dans les mois suivants à la cour, à Carlton Hall (le domicile du Prince de Galles), et aux Professional Concerts à Hanover Square, entre autres lieux. Elle interprète des fugues de Haendel à George III et, plus tard, accompagne le prince de Galles, jouant au violoncelle. Cependant, ses concerts ont été moins bien reçus à Londres qu'à Paris. Elle a continué sa tournée en Europe de l'Ouest, (y compris Hambourg, où elle a rencontré Carl Philipp Emanuel Bach), et après être passée par Berlin et Prague, elle finit par revenir à Vienne en 1786. D'autres projets ont été élaborés pour donner des concerts dans les états italiens et la Russie, mais ces projets ne se sont pas concrétisés. En 1797, elle est retournée à Prague pour la production de son opéra Rinaldo und Alcina.

### Compositions et fin de vie
Pendant sa tournée en Europe, Paradis a commencé à composer de la musique pour le piano ainsi que des pièces pour voix et piano. La première composition qui lui est attribuée est un ensemble de quatre sonates pour piano datant environ de 1777, mais celles-ci sont vraisemblablement de Pietro Domenico Paradisi, dont une grande partie de la musique est souvent attribuée à tort à d'autres personnes[réf. nécessaire]. Son premier travail majeur est la collection des Zwölf Lieder auf ihrer Reise in Musik gesetzt, composée entre 1784 à 1786. Son œuvre la plus célèbre, la Sicilienne en mi bémol majeur pour quatuor avec piano, lui est faussement attribuée, car elle est dérivée d'une sonate pour violon de Carl Maria von Weber (Op. 10 no 1) que l'on croit avoir été arrangée par son découvreur présumé, Samuel Dushkin[réf. nécessaire].
À partir de 1789, Paradis a passé plus de temps à composer qu'à jouer en concert. En effet, de 1789 à 1797, elle a composé cinq opéras et trois cantates. Après l'échec de l'opéra Rinaldo und Alcina en 1797, elle a consacré son énergie de plus en plus à l'enseignement. En 1808, elle fonde sa propre école de musique à Vienne, où elle enseigne le chant, le piano et la théorie aux jeunes filles. Une série de concerts le dimanche à cette école met en vedette le travail de ses élèves. Elle continue à enseigner jusqu'à sa mort en 1824.
Quand elle composait, elle utilisait le tableau pour la composition inventé par Johann Riedinger (d) , son partenaire et librettiste, et pour la correspondance une machine à imprimer à la main inventée par Wolfgang von Kempelen. 
Ses airs sont très représentatifs du style de l'opéra de l'époque.

## Œuvre

### Musique de scène
- Ariadne und Bacchus, mélodrame, 20 juin 1791 (perdu)
- Der Schulkandidat, 5 décembre 1792, une partie de l'acte 2 et tout l'acte 3 sont perdus
- Rinaldo und Alcina, Zauberoper, 30 juin 1797 (perdu)
- Große militärische Oper 1805 (perdu)
- Zwei ländliche Opern (perdu)

### Cantates
- Trauerkantate auf den Tod Leopolds II, 1792 (perdue)
- Deutsches Monument Ludwigs des Unglücklichen, 1793
- Kantate auf die Wiedergenesung meines Vaters (perdue)

### Musique instrumentale
- Concerto pour pianoforte en sol (perdu)
- Concerto pour pianoforte en do (perdu)
- 12 Sonates pour pianoforte, 1792 (perdues)
- Trio avec pianoforte, 1800 (perdu)
- Fantaisie en sol, pour pianoforte, 1807
- Fantaisie en do, pour pianoforte, 1811
- Variations pour clavier (perdues)
- An meine entfernten Lieben, pianoforte (perdu)
- Chansons diverses et lieder représentant au total 18 pièces, dont deux sont perdues.

### Sicilienne en mi bémol majeur
Cette œuvre est la seule attribuée à Maria Theresia von Paradis à avoir fait l'objet de plusieurs enregistrements. Il se pourrait toutefois qu'elle ait été en réalité composée par le violoniste Samuel Dushkin qui prétendit l'avoir découverte et qui se serait inspiré d'un thème de la sonate pour violon (opus 10 n°1) de Carl Maria von Weber.

## Partitions
- « Maria Theresia von Paradis » (partitions libres de droits), sur l'IMSLP.

## Hommage
- Un cratère vénusien, von Paradis, est nommé en son honneur[5].